# Gherardo Gherardi

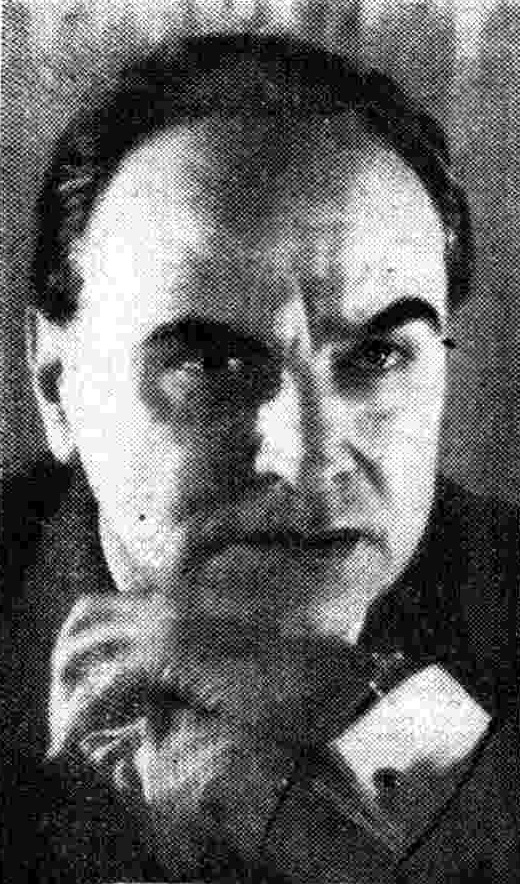
Gherardo Gherardi

Gherardo Gherardi (* 2. Juli 1891 in Borgo Capanne, Gemeinde Granaglione (heute Alto Reno Terme); † 10. März 1949 in Rom) war ein italienischer Drehbuchautor und Dramatiker.

## Leben
Gherardi betätigte sich zunächst als Journalist, vor allem als Theaterkritiker, und machte sich als Dramatiker von dialekt- wie hochsprachlichen Stücken einen Namen; dazu gehören u. a. Spanez (Dialektstück, 1927), Vertigine (sein erster Erfolg 1923), I figli del marchese Lucera (1935) und Lettere d'amore (1939). In Bologna gründete Gherardi das Teatro Sperimentale, daneben war er als Kritiker für die Zeitschrift „Film“ tätig. Von 1935 an schrieb er zahlreiche Entwürfe, Drehbücher und Dialoge für Filme, von denen einige großen Erfolg beim Publikum hatten, so Amo te sola, I due sergenti und Mille lire al mese. Auch einige Werke nach seinen eigenen Vorlagen entstanden. Drei Mal arbeitete er mit Vittorio De Sica zusammen.
1943 inszenierte Gherardi in Zusammenarbeit mit Antonio Rossi seinen einzigen Film als Regisseur; Il nostro prossimo wurde nach einer Komödie von Alfredo Testoni gestaltet.

## Filmografie (Auswahl)
- 1935: Amo te sola
- 1937: Komtess von Parma (Contessa di Parma)
- 1943: Il nostro prossimo (auch Ko-Regie)
- 1948: Undici uomini e un pallone